# Union d’économie sociale
Ne doit pas être confondu avec Unité économique et sociale.
Pour les articles homonymes, voir UES.
Une union d'économie sociale est, en droit des sociétés français, un statut créé par la loi no 85-703 du 12 juillet 1985 permettant de regrouper, sous une forme coopérative, d'autres coopératives, des mutuelles ou des associations.
Elles sont régies par le titre II bis de la loi de 1947 portant statut de la coopération.